# المخرمية (قفل شمر)

تعديل مصدري - تعديل

المخرمية هي إحدى قرى عزلة المخلاف بمديرية قفل شمر التابعة لمحافظة حجة، بلغ تعداد سكانها 30 نسمة حسب تعداد اليمن لعام 2004.